# Koungou
Koungou – miasto w północnej części wyspy Majotta (zbiorowość zamorska Francji); 20 600 mieszkańców (2006). Ośrodek przemysłowy. Drugie co do wielkości miasto Majotty.